# Super 16

Super-16-Bild

Super-16 ist ein Bildformat, das bei Filmproduktionen (meist TV-Produktionen) verwendet wird.
Super-16 fußt auf dem Bildfeld von 12,35 × 7,42 mm (Breite mal Höhe). Das Bildseitenverhältnis beträgt 5 zu 3 oder 1:1,66. Im Unterschied zum gewöhnlichen Bild auf 16-mm-Film bietet Super 16 gut 20 Prozent mehr nutzbare Negativbildfläche, und somit eine bessere Auflösung.
Erfunden wurde das Format vom schwedischen Kameramann Rune Ericson, der für diese grundlegende technische Neuerung 2002 mit dem Award of Commendation der Academy of Motion Picture Arts and Sciences ausgezeichnet wurde. Das erste Mal hatte er das Format 1969 bei den Dreharbeiten für seinen Film Lyckliga Skitar (dt.: „Glückliche Scheißer“) verwendet.
Super-16 kommt meistens bei TV-Film-Produktionen zum Einsatz, da es qualitativ gut und dabei deutlich günstiger als 35-mm-Film ist. Nur wenige Kinos verfügen über 16-mm-Filmprojektoren. Will man eine Super-16-Produktion in die Kinos bringen, bietet das sogenannte Blow-up-Verfahren die Möglichkeit, die Bilder auf 35-mm-Film zu übertragen.
Es gab auch einen Entwurf des Schweizers Rudolf Muster für ein Super-16-Format, das beidseitig eine Super-8-Perforation besitzt.
Zu den auf dem Markt erhältlichen Super-16-Kameras gehören zum Beispiel:
- Aaton Xterà[1]
- Aaton A-Minima[2]
- A-Cam[3]
- Arriflex 416[4]
- Arriflex SR 3 Advanced[5]

In den letzten Jahren sind verschiedene digitale Kinokameras auf den Markt gekommen, die aufgrund der verwendeten Objektivanschlüsse (C-Mount, Arri PL) und der verwendeten Schnittstellen aus der Kinofilmtechnik dem Bereich Super 16 zuordenbar sind, auch wenn in aller Regel die verwendeten Sensoren 2/3-Zoll-Sensoren und damit kleiner sind:
- A-Cam dll digitale Kamera mit 1080p-Auflösung, Arri-PL-Anschluss, Codec ist CinemaDNG.
- Indicam POV[6]
- P+S Technik SI-2K-Kamerakopf mit max. 2K-Auflösung bei 25p, mit modularem System, Ausgabe in CineformRAW über Ethernet[7]
- P+S Technik PS-Mag 16d SRIII, digitales Super-16-Filmmagazin für Arri SR3 mit 1080p-Auflösung; Bildausgabe über HD-SDI in Cineform RAW
- Blackmagic Pocket Cinema Camera mit Micro 4/3-Mount und einer Sensorgröße von 12,48 mm × 7,02 mm, 1080p/23,98/24/25/29,97/30, Codecs: Apple ProRes 422 (HQ) + lossless komprimiertes CinemaDNG.[8]